# South African Open (Golf)
Die South African Open Championship ist eine der ältesten Golfmeisterschaften der Welt und eines der Hauptturniere auf der Sunshine Tour. Seit 1997 ist sie Teil der European Tour und erhält als Flaggschiff-Event der Sunshine Tour einen Sonderstatus in der Golfweltrangliste. Der Gewinner bekommt stets ein Minimum von 32 Punkten, unabhängig von der Stärke des Spielerfeldes.
Die erste formale Veranstaltung fand 1903 statt, nachdem in den vorherigen zehn Jahren einige Schauwettkämpfe ausgetragen wurden. Die Meisterschaft wurde anfangs nur über 36 Löcher gespielt, bis sie 1908 zu einem 72-Loch-Turnier erweitert wurde. Obwohl vorher schon Nicht-Weiße die South African Open gespielt hatten, am auffälligsten als Papwa Sewgolum 1963 als Zweiter abschloss, war es bis 1972 schwarzen Golfern nicht erlaubt an dem Wettkampf teilzunehmen.
Die South African Open werden zurzeit im Blair Atholl Golf & Equestrian Estate in Lanseria im Dezember ausgetragen.
Erfolgreichster Spieler in der Turniergeschichte ist Gary Player, der zwischen 1956 und 1981 dreizehn Siege in vier Jahrzehnten einfuhr. Bobby Locke gewann neun Titel.

## Siegerliste
| Jahr                                                  | Saison                                   | Saison                                   | Sieger                                   | Ergebnis                                 | Vorsprung                                |
| Jahr                                                  | Sunshine                                 | European                                 | Sieger                                   | Ergebnis                                 | Vorsprung                                |
| Investec South African Open Championship              | Investec South African Open Championship | Investec South African Open Championship | Investec South African Open Championship | Investec South African Open Championship | Investec South African Open Championship |
| ----------------------------------------------------- | ---------------------------------------- | ---------------------------------------- | ---------------------------------------- | ---------------------------------------- | ---------------------------------------- |
| 2025                                                  | 2024–25                                  | 2025                                     | Dylan Naidoo                             | 202 (−14)                                | Sieg im Playoff                          |
| 2024                                                  | Kein Turnier                             | Kein Turnier                             | Kein Turnier                             | Kein Turnier                             | Kein Turnier                             |
| 2023                                                  | 2023–24                                  | 2024                                     | Dean Burmester                           | 271 (−11)                                | 3 Schläge                                |
| 2022                                                  | 2022–23                                  | 2023                                     | Thriston Lawrence                        | 272 (−16)                                | 1 Schlag                                 |
| SA Open Championship                                  |                                          |                                          |                                          |                                          |                                          |
| 2021                                                  | 2021–22                                  | 2022                                     | Daniel van Tonder                        | 272 (−16)                                | 1 Schlag                                 |
| South African Open                                    |                                          |                                          |                                          |                                          |                                          |
| 2020 (Dec)                                            | 2020–21                                  | 2020                                     | Christiaan Bezuidenhout                  | 270 (−18)                                | 5 Schläge                                |
| South African Open hosted by the City of Johannesburg |                                          |                                          |                                          |                                          |                                          |
| 2020 (Jan)                                            | 2019–20                                  | 2020                                     | Branden Grace                            | 263 (−21)                                | 3 Schläge                                |
| 2018                                                  | 2018–19                                  | 2019                                     | Louis Oosthuizen                         | 266 (−18)                                | 6 Schläge                                |
| The BMW SA Open                                       |                                          |                                          |                                          |                                          |                                          |
| 2018                                                  | 2017–18                                  | 2018                                     | Chris Paisley                            | 267 (−21)                                | 3 Schläge                                |
| 2017                                                  | 2016–17                                  | 2017                                     | Graeme Storm                             | 270 (−18)                                | Sieg im Playoff                          |
| 2016                                                  | 2016–17                                  | 2016                                     | Brandon Stone                            | 274 (−14)                                | 2 Schläge                                |
| South African Open Championship                       |                                          |                                          |                                          |                                          |                                          |
| 2015                                                  | 2014                                     | 2015                                     | Andy Sullivan                            | 277 (−11)                                | Sieg im Playoff                          |
| 2013                                                  | 2013                                     | 2014                                     | Morten Ørum Madsen                       | 269 (−19)                                | 2 Schläge                                |
| SA Open Championship                                  |                                          |                                          |                                          |                                          |                                          |
| 2012                                                  | 2012                                     | 2012                                     | Henrik Stenson                           | 271 (−17)                                | 3 Schläge                                |
| 2011                                                  | 2011                                     | 2011                                     | Hennie Otto                              | 274 (−14)                                | 1 Schlag                                 |
| South African Open Championship                       |                                          |                                          |                                          |                                          |                                          |
| 2010                                                  | 2010                                     | 2011                                     | Ernie Els                                | 263 (−25)                                | 1 Schlag                                 |
| 2009                                                  | 2009                                     | 2010                                     | Richie Ramsay                            | 275 (−13)                                | Sieg im Playoff                          |
| 2008                                                  | 2008                                     | 2009                                     | Richard Sterne                           | 274 (−14)                                | Sieg im Playoff                          |
| South African Airways Open                            |                                          |                                          |                                          |                                          |                                          |
| 2007                                                  | 2007                                     | 2008                                     | James Kingston                           | 284 (−4)                                 | 1 Schlag                                 |
| 2006                                                  | 2006–2007                                | 2007                                     | Ernie Els                                | 264 (−24)                                | 3 Schläge                                |
| 2005                                                  | 2005–2006                                | 2006                                     | Retief Goosen                            | 282 (−10)                                | 1 Schlag                                 |
| 2005                                                  | 2004–2005                                | 2005                                     | Tim Clark                                | 273 (−15)                                | 6 Schläge                                |
| 2004                                                  | 2003–2004                                | 2004                                     | Trevor Immelman                          | 276 (−12)                                | 3 Schläge                                |
| 2003                                                  | 2002–2003                                | 2003                                     | Trevor Immelman                          | 274 (−14)                                | Sieg im Playoff                          |
| Bell’s South African Open                             |                                          |                                          |                                          |                                          |                                          |
| 2002                                                  | 2001–2002                                | 2002                                     | Tim Clark                                | 269 (−19)                                | 2 Schläge                                |
| Mercedes-Benz South African Open Championship         |                                          |                                          |                                          |                                          |                                          |
| 2001                                                  | 2000–2001                                | 2001                                     | Mark McNulty                             | 280 (−8)                                 | 1 Schlag                                 |
| 2000                                                  | 1999–00                                  | 2000                                     | Mathias Grönberg                         | 274 (−14)                                | 1 Schlag                                 |
| Mercedes-Benz – Vodacom South African Open            |                                          |                                          |                                          |                                          |                                          |
| 1999                                                  | 1998–1999                                | 1999                                     | David Frost                              | 279 (−5)                                 | 1 Schlag                                 |
| South African Open                                    |                                          |                                          |                                          |                                          |                                          |
| 1998                                                  | 1997–1998                                | 1998                                     | Ernie Els                                | 273 (−15)                                | 3 Schläge                                |
| 1997                                                  | 1996–1997                                | 1997                                     | Vijay Singh                              | 270 (−18)                                | 1 Schlag                                 |

- 2025 wurde das Turnier wetterbedingt auf 3 Runden verkürzt

1. ↑  Kein offizieller Rekord, da das vierte Loch in der dritten und vierten Runde aufgrund von heftigen Regenfällen unspielbar war. Zur Vervollständigung der Scorekarte wurde das Loch für die Spieler als Par gewertet.
2. 1 2  Zwei Veranstaltungen 2005, da der Termin von Januar auf Dezember verlegt wurde.

Vor Mitgliedschaft bei European Tour
| Jahr                                                             | Sieger                                     | Schläge                                    |
| Philips South African Open                                       | Philips South African Open                 | Philips South African Open                 |
| ---------------------------------------------------------------- | ------------------------------------------ | ------------------------------------------ |
| 1996                                                             | Ernie Els                                  | 275                                        |
| 1995                                                             | Retief Goosen                              | 275                                        |
| 1994                                                             | Kein Turnier, da zwei Veranstaltungen 1993 | Kein Turnier, da zwei Veranstaltungen 1993 |
| Dec 1993                                                         | Tony Johnstone                             | 267                                        |
| Feb 1993                                                         | Clinton Whitelaw                           | 279                                        |
| Protea Assurance South African Open                              |                                            |                                            |
| 1992                                                             | Ernie Els                                  | 275                                        |
| 1991                                                             | Wayne Westner                              | 272                                        |
| 1990                                                             | Trevor Dodds                               | 285                                        |
| 1989                                                             | Fred Wadsworth                             | 278                                        |
| Southern Suns South African Open Championship                    |                                            |                                            |
| 1988                                                             | Wayne Westner                              | 275                                        |
| 1987                                                             | Mark McNulty                               | 278 PO                                     |
| 1986                                                             | David Frost                                | 275                                        |
| South African Open Championship Titel Sponsor unbekannt bis 1986 |                                            |                                            |
| 1985                                                             | Gavan Levenson                             | 280                                        |
| 1984                                                             | Tony Johnstone                             | 274                                        |
| 1983                                                             | Charlie Bolling                            | 278                                        |
| 1982                                                             | Kein Turnier, da zwei Veranstaltungen 1976 | Kein Turnier, da zwei Veranstaltungen 1976 |
| 1981                                                             | Gary Player                                | 272 PO                                     |
| 1980                                                             | Bobby Cole                                 | 279                                        |
| 1979                                                             | Gary Player                                | 279                                        |
| 1978                                                             | Hugh Baiocchi                              | 285                                        |
| 1977                                                             | Gary Player                                | 273                                        |
| 1976                                                             | Gary Player                                | 280                                        |
| 1976                                                             | Dale Hayes                                 | 287 PO                                     |
| 1975                                                             | Gary Player                                | 278                                        |
| 1974                                                             | Bobby Cole                                 | 272                                        |
| 1973                                                             | Bob Charles                                | 282                                        |
| 1972                                                             | Gary Player                                | 274                                        |
| 1971                                                             | Simon Hobday                               | 276                                        |
| 1970                                                             | Tommy Horton                               | 285                                        |
| 1969                                                             | Gary Player                                | 273                                        |
| 1968                                                             | Gary Player                                | 274                                        |
| 1967                                                             | Gary Player                                | 279                                        |
| 1966                                                             | Gary Player                                | 278                                        |
| 1965                                                             | Gary Player                                | 273                                        |
| 1964                                                             | Kein Turnier, da zwei Veranstaltungen 1963 | Kein Turnier, da zwei Veranstaltungen 1963 |
| 1963                                                             | Allan Henning                              | 278                                        |
| 1963                                                             | Retief Waltman                             | 281                                        |
| 1962                                                             | Harold Henning                             | 285                                        |
| 1961                                                             | Retief Waltman                             | 289                                        |
| 1960                                                             | Gary Player                                | 280                                        |
| 1959                                                             | Denis Hutchinson                           | 282                                        |
| 1958                                                             | Arthur Stewart                             | 281                                        |
| 1957                                                             | Harold Henning                             | 289 PO                                     |
| 1956                                                             | Gary Player                                | 286                                        |

| Jahr                            | Sieger                               | Schläge                              |
| South African Open Championship | South African Open Championship      | South African Open Championship      |
| ------------------------------- | ------------------------------------ | ------------------------------------ |
| 1955                            | Bobby Locke                          | 283                                  |
| 1954                            | Reg Taylor                           | 289                                  |
| 1953                            | Jimmy Boyd                           | 302 PO                               |
| 1952                            | Sid Brews                            | 305                                  |
| 1951                            | Bobby Locke                          | 277                                  |
| 1950                            | Bobby Locke                          | 280                                  |
| 1949                            | Sid Brews                            | 291                                  |
| 1948                            | Mickey Janks                         | 298                                  |
| 1947                            | Ronnie Glennie                       | 293                                  |
| 1946                            | Bobby Locke                          | 285                                  |
| 1941–1945                       | Kein Turnier wegen Zweitem Weltkrieg | Kein Turnier wegen Zweitem Weltkrieg |
| 1940                            | Bobby Locke                          | 293                                  |
| 1939                            | Bobby Locke                          | 279                                  |
| 1938                            | Bobby Locke                          | 279                                  |
| 1937                            | Bobby Locke                          | 288                                  |
| 1936                            | Clarence Olander                     | 297 PO                               |
| 1935                            | Bobby Locke                          | 296                                  |
| 1934                            | Sid Brews                            | 319                                  |
| 1933                            | Sid Brews                            | 297                                  |
| 1932                            | Charles McIlvenny                    | 304                                  |
| 1931                            | Sid Brews                            | 302                                  |
| 1930                            | Sid Brews                            | 297                                  |
| 1929                            | Archie Tosh                          | 315                                  |
| 1928                            | Jock Brews                           | 297                                  |
| 1927                            | Sid Brews                            | 301                                  |
| 1926                            | Jock Brews                           | 301                                  |
| 1925                            | Sid Brews                            | 295                                  |
| 1924                            | Bertie Elkin                         | 316                                  |
| 1923                            | Jock Brews                           | 315                                  |
| 1922                            | Fred Jangle                          | 310                                  |
| 1921                            | Jock Brews                           | 316                                  |
| 1920                            | Laurie Waters                        | 302                                  |
| 1919                            | W. H. Horne                          | 320                                  |
| 1915–1918                       | Kein Turnier wegen Erstem Weltkrieg  | Kein Turnier wegen Erstem Weltkrieg  |
| 1914                            | George Fotheringham                  | 299                                  |
| 1913                            | James Prentice                       | 304                                  |
| 1912                            | George Fotheringham                  | 305                                  |
| 1911                            | George Fotheringham                  | 301                                  |
| 1910                            | George Fotheringham                  | 315                                  |
| 1909                            | John Fotheringham                    | 306                                  |
| 1908                            | George Fotheringham                  | 294                                  |
| 1907                            | Laurie Waters                        | 146                                  |
| 1906                            | A. G. Gray                           | 151                                  |
| 1905                            | A. G. Gray                           |                                      |
| 1904                            | Laurie Waters                        | 143                                  |
| 1903                            | Laurie Waters                        | 163                                  |

## Mehrfache Gewinner
Achtzehn Männer haben dieses Turnier bis 2017 mehr als einmal gewonnen.
- 13 Siege
  - Gary Player: 1956, 1960, 1965, 1966, 1967, 1968, 1969, 1972, 1975, 1976, 1977, 1979, 1981

- 9 Siege
  - Bobby Locke: 1935, 1937, 1938, 1939, 1940, 1946, 1950, 1951, 1955

- 8 Siege
  - Sid Brews: 1925, 1927, 1930, 1931, 1933, 1934, 1949, 1952

- 5 Siege
  - George Fotheringham: 1908, 1910, 1911, 1912, 1914
  - Ernie Els: 1992, 1996, 1998, 2006, 2010

- 4 Siege
  - Laurie Waters: 1903, 1904, 1907, 1920
  - Jock Brews: 1921, 1923, 1926, 1928

- 2 Siege
  - A. G. Gray: 1905, 1906
  - Harold Henning: 1957, 1962
  - Retief Waltman: 1961, 1963
  - Bobby Cole: 1974, 1980
  - Wayne Westner: 1988, 1991
  - Tony Johnstone: 1984, 1993 (Dez)
  - David Frost: 1986, 1999
  - Mark McNulty: 1987, 2001
  - Trevor Immelman: 2003, 2004
  - Tim Clark: 2002, 2005 (Jan)
  - Retief Goosen: 1995, 2005 (Dez)